# Unicodeblock Kleine Formvarianten
Der Unicodeblock Kleine Formvarianten (engl. Small Form Variants, U+FE50 bis U+FE6F) enthält verkleinerte Versionen von häufigen Satzzeichen, die im chinesischen Satz benötigt werden und in Unicode aufgenommen wurden, um Kompatibilität zu CNS 11643 zu erreichen.

## Tabelle
| Unicodenummer  | Zeichen (400 %) | Kategorie                             | Bidirektionale Klasse       | Offizielle Bezeichnung             | Beschreibung                      |
| -------------- | --------------- | ------------------------------------- | --------------------------- | ---------------------------------- | --------------------------------- |
| U+FE50 (65104) | ﹐              | andere Interpunktion                  | allgemeines Trennzeichen    | SMALL COMMA                        | Kleines Komma                     |
| U+FE51 (65105) | ﹑              | andere Interpunktion                  | anderes neutrales Zeichen   | SMALL IDEOGRAPHIC COMMA            | Kleines ideographisches Komma     |
| U+FE52 (65106) | ﹒              | andere Interpunktion                  | allgemeines Trennzeichen    | SMALL FULL STOP                    | Kleiner Punkt                     |
| U+FE54 (65108) | ﹔              | andere Interpunktion                  | anderes neutrales Zeichen   | SMALL SEMICOLON                    | Kleines Semikolon                 |
| U+FE55 (65109) | ﹕              | andere Interpunktion                  | allgemeines Trennzeichen    | SMALL COLON                        | Kleiner Doppelpunkt               |
| U+FE56 (65110) | ﹖              | andere Interpunktion                  | anderes neutrales Zeichen   | SMALL QUESTION MARK                | Kleines Fragezeichen              |
| U+FE57 (65111) | ﹗              | andere Interpunktion                  | anderes neutrales Zeichen   | SMALL EXCLAMATION MARK             | Kleines Ausrufezeichen            |
| U+FE58 (65112) | ﹘              | strichförmige Interpunktion           | anderes neutrales Zeichen   | SMALL EM DASH                      | Kleiner Geviertstrich             |
| U+FE59 (65113) | ﹙              | öffnende Punktierung (eines Paars)    | anderes neutrales Zeichen   | SMALL LEFT PARENTHESIS             | Kleine linke Klammer              |
| U+FE5A (65114) | ﹚              | schließende Punktierung (eines Paars) | anderes neutrales Zeichen   | SMALL RIGHT PARENTHESIS            | Kleine rechte Klammer             |
| U+FE5B (65115) | ﹛              | öffnende Punktierung (eines Paars)    | anderes neutrales Zeichen   | SMALL LEFT CURLY BRACKET           | Kleine linke geschweifte Klammer  |
| U+FE5C (65116) | ﹜              | schließende Punktierung (eines Paars) | anderes neutrales Zeichen   | SMALL RIGHT CURLY BRACKET          | Kleine rechte geschweifte Klammer |
| U+FE5D (65117) | ﹝              | öffnende Punktierung (eines Paars)    | anderes neutrales Zeichen   | SMALL LEFT TORTOISE SHELL BRACKET  | Kleine linke eckige Klammer       |
| U+FE5E (65118) | ﹞              | schließende Punktierung (eines Paars) | anderes neutrales Zeichen   | SMALL RIGHT TORTOISE SHELL BRACKET | Kleine rechte eckige Klammer      |
| U+FE5F (65119) | ﹟              | andere Interpunktion                  | europäisches Schlusszeichen | SMALL NUMBER SIGN                  | Kleines Nummernzeichen            |
| U+FE60 (65120) | ﹠              | andere Interpunktion                  | anderes neutrales Zeichen   | SMALL AMPERSAND                    | Kleines Und-Zeichen               |
| U+FE61 (65121) | ﹡              | andere Interpunktion                  | anderes neutrales Zeichen   | SMALL ASTERISK                     | Kleines Sternchen                 |
| U+FE62 (65122) | ﹢              | mathematisches Symbol                 | europäisches Trennzeichen   | SMALL PLUS SIGN                    | Kleines Pluszeichen               |
| U+FE63 (65123) | ﹣              | strichförmige Interpunktion           | europäisches Trennzeichen   | SMALL HYPHEN-MINUS                 | Kleines Bindestrich-Minus         |
| U+FE64 (65124) | ﹤              | mathematisches Symbol                 | anderes neutrales Zeichen   | SMALL LESS-THAN SIGN               | Kleines Kleiner-Als-Zeichen       |
| U+FE65 (65125) | ﹥              | mathematisches Symbol                 | anderes neutrales Zeichen   | SMALL GREATER-THAN SIGN            | Kleines Größer-Als-Zeichen        |
| U+FE66 (65126) | ﹦              | mathematisches Symbol                 | anderes neutrales Zeichen   | SMALL EQUALS SIGN                  | Kleines Gleichheitszeichen        |
| U+FE68 (65128) | ﹨              | andere Interpunktion                  | anderes neutrales Zeichen   | SMALL REVERSE SOLIDUS              | Kleiner umgekehrter Schrägstrich  |
| U+FE69 (65129) | ﹩              | Währungssymbol                        | europäisches Schlusszeichen | SMALL DOLLAR SIGN                  | Kleines Dollarzeichen             |
| U+FE6A (65130) | ﹪              | andere Interpunktion                  | europäisches Schlusszeichen | SMALL PERCENT SIGN                 | Kleines Prozentzeichen            |
| U+FE6B (65131) | ﹫              | andere Interpunktion                  | anderes neutrales Zeichen   | SMALL COMMERCIAL AT                | Kleines At-Zeichen                |